# Vechec
Vechec es un municipio situado en el distrito de Vranov nad Topľou, en la región de Prešov, Eslovaquia. Tiene una población estimada, en mayo de 2023, de 2965 habitantes.
Se encuentra ubicado en el centro-sur de la región, cerca del río Topľa (cuenca hidrográfica del río Tisza) y de la frontera con la región de Košice.

## Demografía
| Año        | 1994 | 2004     | 2014     | 2024    |
| ---------- | ---- | -------- | -------- | ------- |
| Población  | 1912 | 2329     | 2819     | 3025    |
| Diferencia |      | +21,80 % | +21,03 % | +7,30 % |

| Año        | 2023 | 2024    |
| ---------- | ---- | ------- |
| Población  | 2982 | 3025    |
| Diferencia |      | +1,44 % |